# The Flyboys
The Flyboys (Sky Kids - Giovani Aquile) è un film statunitense del 2008 diretto da Rocco DeVilliers.

## Trama
Due giovani ragazzi Jason McIntyre (Jesse James) e Kyle Barrett (Reiley McClendon) si impossessano per sbaglio di un aeroplano di proprietà del boss mafioso Angelo Esposito (Tom Sizemore) che invece di dar loro la caccia li accoglie nella sua casa come se fossero suoi figli.

## Produzione e distribuzione
Il film è uscito in Italia sotto forma di DVD il 22 marzo 2012.